# 최기상
최기상(崔基相, 1969년 10월 7일~)은 대한민국의 판사 출신 정치인으로, 제21·22대 국회의원이다.
2020년 2월 11일 더불어민주당 20호 영입인재로 입당하였다.

## 학력
- 1976~1982: 광주수창국민학교 졸업
- 1982~1985: 광주북성중학교 졸업
- 1985~1988: 살레시오고등학교 졸업
- 1988~1994: 서울대학교 경영학 학사

## 경력
- 1993년: 제35회 사법시험 합격
- 1996년: 제25기 사법연수원 수료
- 1999년: 광주지방법원 판사
- 2003년: 인천지방법원 판사
- 2006년: 서울서부지방법원 판사
- 2008년: 헌법재판소 헌법연구관
- 2010년: 서울행정법원 판사
- 2011년: 전주지방법원 남원지원 지원장
- 2013년: 수원지방법원 부장판사
- 2013년: 헌법재판소 부장연구관
- 2015년: 서울중앙지방법원 부장판사
- 2018년: 서울북부지방법원 부장판사
- 2018년: 전국법관대표회의 의장
- 2020년 3월~2021년 5월: 더불어민주당 정책위원회 부의장
- 2020년 4월 15일: 대한민국 제21대 국회의원 선거 당선(서울 금천구, 더불어민주당, 초선)
- 2020년 5월~: 더불어민주당 서울특별시당 금천구 지역위원회 위원장
- 2020년 9월~2023년 12월: 더불어민주당 윤리감찰단 단장
- 2021년 5월~2022년 10월: 더불어민주당 정책위원회 상임부의장
- 2022년 3월~2023년 5월: 더불어민주당 원내부대표(법률)
- 2022년 8월~2025년 8월: 더불어민주당 이재명 대표 법률특보
- 2022년 8월~: 더불어민주당 검찰독재정치탄압대책위원회 위원
- 2024년 4월 10일: 대한민국 제22대 국회의원 선거 당선(서울 금천구, 더불어민주당, 재선)
- 2024년 10월~: 더불어민주당 서울특별시당 수석부위원장
- 2025년 8월~: 더불어민주당 정책위원회 수석부의장(사회)
- 2025년 8월~: 더불어민주당 검찰개혁특별위원회 위원

### 의정 활동
- 2020년 5월 30일~2024년 5월 29일: 제21대 국회의원(서울 금천구, 더불어민주당, 초선)
  - 2020년 6월~2022년 5월: 제21대 국회 전반기 법제사법위원회 위원
  - 2020년 9월~2022년 6월: 제21대 국회 전반기 윤리특별위원회 위원
  - 2021년 4월~2021년 4월: 제21대 국회 대법관(천대엽) 임명동의에 관한 인사청문특별위원회 위원
  - 2021년 7월~2022년 5월: 제21대 국회 전반기 예산결산특별위원회 위원
  - 2021년 10월~2021년 11월: 제21대 국회 감사원장(최재해) 임명동의에 관한 인사청문특별위원회 위원
  - 2022년 4월~2023년 5월: 제21대 국회 전·후반기 국회운영위원회 위원
  - 2022년 7월~2024년 5월: 제21대 국회 후반기 행정안전위원회 위원
  - 2022년 9월~2024년 5월: 제21대 후반기 국회공직자윤리위원회 위원
  - 2023년 6월~2023년 7월: 제21대 국회 대법관(권영준·서경환) 임명동의에 관한 인사청문 특별위원회 위원
  - 2023년 8월~2023년 10월: 제21대 국회 대법원장(이균용) 임명동의에 관한 인사청문 특별위원회 위원
  - 2024년 5월~2024년 5월: 제21대 국회 후반기 법제사법위원회 위원
- 2024년 5월 30일~: 제22대 국회의원(서울 금천구, 더불어민주당, 재선)
  - 2024년 6월~: 제22대 국회 전반기 기획재정위원회 위원
  - 2024년 6월~2024년 6월: 제22대 국회 전반기 예산결산특별위원회 위원
  - 2024년 12월~2024년 12월: 제22대 국회 대법관(마용주) 임명동의에 관한 인사청문 특별위원회 위원
  - 2025년 6월~: 제22대 국회 전반기 예산결산특별위원회 위원

## 역대 선거 결과
|  | 49.63% |

|  | 59.03% |

## 소속 정당
| 소속 정당 | 소속 정당    | 소속 기간 | 비고      |
| --------- | ------------ | --------- | --------- |
|           | 더불어민주당 | 2020~현재 | 정계 입문 |

## 같이 보기
- 금천구 (선거구)
- 서울 금천구의 국회의원